# Girls, Girls, Girls (canción)
«Girls, Girls, Girls» es un sencillo de la banda estadounidense de glam metal Mötley Crüe, lanzado en 1987. Es el segundo tema del álbum homónimo. 
La letra trata sobre clubes nocturnos y bailarinas estríperes.
El videoclip presenta a la banda llegando a un club de estriptis.

## Curiosidades
- En la película La llave mágica se puede ver como dos personajes ven el videoclip de la canción por la televisión.
- La popstar estadounidense Lady Gaga hizo la canción «Boys Boys Boys», incluida en su primer álbum The Fame, como homenaje a esta canción.

- Datos: Q592626